# Krzysztof Stefan Włodarczyk
Krzysztof Stefan Włodarczyk (Sławno, 25 febbraio 1961) è un vescovo cattolico polacco, dal 21 settembre 2021 vescovo di Bydgoszcz.

## Biografia
Krzysztof Stefan Włodarczyk è nato a Sławno il 25 febbraio 1961.

### Formazione e ministero sacerdotale
Ha frequentato il liceo della sua città natale  e nel 1981 ha superato l'esame di maturità.
Ha compiuto gli studi ecclesiastici presso il seminario maggiore di Gościkowo-Paradyż e il seminario maggiore di Koszalin. Tra il 1993 e il 1996 ha compiuto gli studi teologici presso la Pontificia Facoltà di Teologia di Poznań. Nel 2005 ha conseguito il dottorato in scienze teologiche con specializzazione in teologia pastorale presso la Facoltà Teologica dell'Università Cardinale Stefan Wyszyński di Varsavia con una tesi intitolata "Model duchowości małżeńskiej i rodzinnej we współczesnych ruchach rodzinnych w Polsce" (Modello di spiritualità coniugale e familiare nei movimenti familiari contemporanei in Polonia).
Il 22 giugno 1986 è stato ordinato diacono per la diocesi di Koszalin-Kołobrzeg nella basilica concattedrale dell'Assunzione della Beata Vergine Maria a Kołobrzeg da monsignor Tadeusz Werno, vescovo ausiliare di Koszalin-Kołobrzeg. Il 21 giugno dell'anno successivo è stato ordinato presbitero per la medesima sede nella chiesa della Natività della Beata Vergine Maria a Szczecinek da monsignor Ignacy Ludwik Jeż. Dal 1987 al 1988 ha prestato servizio come vicario parrocchiale della parrocchia di Nostra Signora di Częstochowa a Lipie. Poi, per un anno è stato direttore della casa diocesana per ritiri di Iłowiec  con il compito di organizzare l'istituzione, che però è terminata con un fallimento per le difficoltà di acquisizione della proprietà da parte della diocesi. In seguito è stato direttore della Casa diocesana per ritiri a Koszalin dal 1989 al 1998; cappellano diocesano delle famiglie dal 1990 al 2005; giudice del tribunale ecclesiastico di Koszalin dal 1993; assistente ecclesiastico della Comunità dei Figli di Dio a Lipie dal 1996 al 2003; moderatore diocesano della Chiesa domestica (Movimento Luce-Vita) e incaricato diocesano per la pastorale della sobrietà dal 1998; responsabile dell'istituzione e primo direttore del Centro di educazione e formazione di Koszalin dal 2000 al 2005; canonico del capitolo della collegiata di Pilska; vice-rettore del seminario maggiore teologico di Koszalin dal 2006 al 2007; direttore dell'ufficio diocesano per la pastorale dal 2007 e coordinatore diocesano della Fondazione Opera del Nuovo Millennio, un ente dell'episcopato polacco avente lo scopo di aiutare i giovani di talento provenienti dalle aree più povere della Polonia con borse di studio, dal 2008.
È stato anche membro del consiglio presbiterale e del collegio dei consultori. Papa Benedetto XVI gli ha conferito il titolo di cappellano di Sua Santità.

### Ministero episcopale
Il 7 maggio 2016 papa Francesco lo ha nominato vescovo ausiliare di Koszalin-Kołobrzeg e titolare di Surista. Ha ricevuto l'ordinazione episcopale l'11 giugno successivo nella basilica concattedrale dell'Assunzione della Beata Vergine Maria a Kołobrzeg dal vescovo di Koszalin-Kołobrzeg Edward Dajczak, co-consacranti i vescovi ausiliari della medesima diocesi Tadeusz Werno e Paweł Cieślik. Come motto ha scelto l'espressione "Łaska, miłosierdzie, pokój", che significa "Grazia, misericordia e pace", l'augurio che l'autore della Prima lettera a Timoteo e della Seconda lettera a Timoteo rivolge al suo lettore.
Il 21 settembre 2021 lo stesso pontefice lo ha nominato vescovo di Bydgoszcz. Ha preso possesso della diocesi il 28 dello stesso mese. Il 13 novembre successivo è entrato solennemente nella cattedrale dei Santi Martino e Nicola a Bydgoszcz.
In seno alla Conferenza episcopale polacca è membro dell'equipe per l'apostolato della sobrietà e dei tossicodipendenti e delegato per il Movimento Luce-Vita.

## Genealogia episcopale
La genealogia episcopale è:
- Cardinale Scipione Rebiba
- Cardinale Giulio Antonio Santori
- Cardinale Girolamo Bernerio, O.P.
- Arcivescovo Galeazzo Sanvitale
- Cardinale Ludovico Ludovisi
- Cardinale Luigi Caetani
- Cardinale Ulderico Carpegna
- Cardinale Paluzzo Paluzzi Altieri degli Albertoni
- Papa Benedetto XIII
- Papa Benedetto XIV
- Papa Clemente XIII
- Cardinale Enrico Benedetto Stuart
- Papa Leone XII
- Cardinale Chiarissimo Falconieri Mellini
- Cardinale Camillo Di Pietro
- Cardinale Mieczysław Halka Ledóchowski
- Cardinale Jan Maurycy Paweł Puzyna de Kosielsko
- Arcivescovo Józef Bilczewski
- Arcivescovo Bolesław Twardowski
- Arcivescovo Eugeniusz Baziak
- Papa Giovanni Paolo II
- Vescovo Edward Dajczak
- Vescovo Krzysztof Stefan Włodarczyk